# Андорра на зимних Олимпийских играх 2022
Андорра на зимних Олимпийских играх 2022 года будет представлена 5 спортсменами в трёх дисциплинах лыжного спорта. Изначально, на церемонии открытия Игр нести национальный флаг должен был волонтер, но в связи с тем, что позднее в состав соборной на Играх была включена сноубордистка Маева Эстевес, право нести флаг было доверено ей.

## Состав сборной
Горнолыжный спорт
1. Жоан Верду Санчес
2. Канде Морено

 Лыжные гонки
1. Иринеу Эстеве Альтимирас
2. Карола Вила Обиолс

 Сноуборд
1. Маева Эстевес

## Результаты соревнований

### Лыжные виды спорта

#### Горнолыжный спорт
Квалификация спортсменов для участия в Олимпийских играх осуществлялась на основании специального квалификационного рейтинга FIS по состоянию на 16 января 2022 года. При этом НОК для участия в Олимпийских играх мог выбрать только того спортсмена, который вошёл в топ-500 олимпийского рейтинга в своей дисциплине, и при этом имел определённое количество очков, согласно квалификационной таблице. Страны, не имеющие участников в числе 500 сильнейших спортсменов, могли претендовать только на квоты категории «B» в технических дисциплинах. По итогам квалификационного отбора сборная Андорры завоевала 2 лицензии.
Мужчины
| Соревнование      | Спортсмены        | Скоростной спуск/ 1 спуск | Скоростной спуск/ 1 спуск | Слалом/ 2 спуск | Слалом/ 2 спуск | Всего   | Место | Отставание |
| Соревнование      | Спортсмены        | Время                     | Место                     | Время           | Место           | Всего   | Место | Отставание |
| ----------------- | ----------------- | ------------------------- | ------------------------- | --------------- | --------------- | ------- | ----- | ---------- |
| супергигант       | Жоан Верду Санчес | Не проводится             | Не проводится             | Не проводится   | Не проводится   | 1:22,92 | 22    | +2,98      |
| гигантский слалом | Жоан Верду Санчес | 1:04,48                   | 13                        | 1:06,80         | 3               | 2:11,28 | 9     | +1,93      |

Женщины
| Соревнование     | Спортсмены   | Скоростной спуск/ 1 спуск | Скоростной спуск/ 1 спуск | Слалом/ 2 спуск | Слалом/ 2 спуск | Всего   | Место | Отставание |
| Соревнование     | Спортсмены   | Время                     | Место                     | Время           | Место           | Всего   | Место | Отставание |
| ---------------- | ------------ | ------------------------- | ------------------------- | --------------- | --------------- | ------- | ----- | ---------- |
| скоростной спуск | Канде Морено | Не проводится             | Не проводится             | Не проводится   | Не проводится   | DNF     | —     | —          |
| супергигант      | Канде Морено | Не проводится             | Не проводится             | Не проводится   | Не проводится   | 1:16,72 | 30    | +3,21      |
| комбинация       | Канде Морено | 1:34,05                   | 16                        | 1:00,29         | 14              | 2:34,34 | 12    | +8,67      |

#### Лыжные гонки
Квалификация спортсменов для участия в Олимпийских играх осуществлялась на основании специального квалификационного рейтинга FIS по состоянию на 16 января 2022 года. Для получения олимпийской лицензии категории «A» спортсменам необходимо было набрать определённое количество очков, согласно квалификационной таблице. При этом каждый НОК может заявить на Игры 1 мужчину и 1 женщины, если они выполнили квалификационный критерий «B», по которому они смогут принять участие в спринте и гонках на 10 км для женщин или 15 км для мужчин. По итогам квалификационного отбора сборная Андорры завоевала 2 лицензии.
Мужчины
Дистанционные гонки
| Соревнование              | Спортсмены               | Результат | Место | Отставание |
| ------------------------- | ------------------------ | --------- | ----- | ---------- |
| 15 км классическим стилем | Иринеу Эстеве Альтимирас | 40:39,4   | 24    | +2:44,6    |
| скиатлон 15+15 км         | Иринеу Эстеве Альтимирас | 1:21:08,2 | 20    | +4:58,4    |
| 50 км свободным стилем    | Иринеу Эстеве Альтимирас | 1:15:09,8 | 25    | +3:37,1    |

Женщины
Дистанционные гонки
| Соревнование              | Спортсмены         | Результат | Место | Отставание |
| ------------------------- | ------------------ | --------- | ----- | ---------- |
| 10 км классическим стилем | Карола Вила Обиолс | 31:45,0   | 47    | +3:38,7    |
| скиатлон 7,5+7,5 км       | Карола Вила Обиолс | 50:28,8   | 47    | +6:15,1    |
| 30 км свободным стилем    | Карола Вила Обиолс | 1:39:18,1 | 48    | +14:24,1   |

#### Сноуборд
Квалификация спортсменов для участия в Олимпийских играх осуществлялась на основании специального квалификационного рейтинга FIS по состоянию на 16 января 2021 года. По итогам квалификационного отбора сборная Андорры, благодаря перераспределению квот получила место в соревнованиях среди женщин в сноуборд-кроссе.
Женщины
Сноуборд-кросс
| Соревнование   | Спортсмены    | Квалификация | Квалификация | Четвертьфинал | Четвертьфинал | Полуфинал             | Полуфинал             | Финал                 | Итоговое место |
| Соревнование   | Спортсмены    | Время        | Место        | Заезд         | Место         | Заезд                 | Место                 | Место                 | Итоговое место |
| -------------- | ------------- | ------------ | ------------ | ------------- | ------------- | --------------------- | --------------------- | --------------------- | -------------- |
| сноуборд-кросс | Маева Эстевес | DNF          | 31           | 8             | DNS           | Завершила выступление | Завершила выступление | Завершила выступление | 31             |